# Colette Elloy
Colette Elloy (* 5. Juli 1931 in Paris als Colette Balma) ist eine ehemalige französische Hürdenläuferin, die sich auf die 80-Meter-Distanz spezialisiert hat. Auch ihre Tochter Laurence Elloy sowie ihr Ehemann Georges Elloy waren als Leichtathleten aktiv.

## Sportliche Laufbahn
Colette Elloy nahm 1949 an den Weltfestspielen der Jugend und Studenten teil und gewann dort mit der französischen 4-mal-200-Meter-Staffel in 1:44,1 min die Bronzemedaille sowie in 49,2 s auch in der 4-mal-100-Meter-Staffel. 1952 startete sie über 80 m Hürden bei den Olympischen Sommerspielen in Helsinki und schied dort mit 11,9 s in der ersten Runde aus.